# Battir
Battir (tiếng Ả Rập: بتير) là một ngôi làng của người Palestine ở Bờ Tây, cách Bethlehem khoảng 6,4 km về phía Tây, và Tây nam của Jerusalem.
Trước đây, nó là làng pháo đài Betar, được xây dựng vào thế kỷ thứ hai của những người Do Thái. Khu vực từng là nơi diễn ra các trận chiến cuối cùng của cuộc nổi dậy Bar Kokhba. Trong thời kỳ Byzantine và Hồi giáo nơi đây là một khu vực định cư, và dưới thời Ottoman chủ yếu người Hồi giáo sinh sống tại đây. Battir nằm ngay trên tuyến đường sắt Jaffa-Jerusalem, phục vụ như là đường ranh giới đình chiến giữa Israel và Jordan từ năm 1949 cho đến cuộc Chiến tranh Sáu ngày, khi nó thuộc về Israel. Trong thời gian trước đây, ngôi làng nằm dọc theo tuyến đường từ Jerusalem tới Bayt Jibrin. Trong năm 2007, ước tính Battir có dân số khoảng 4.000 người và được đặt dưới sự kiểm soát của Chính quyền Nhà nước Palestine.

## Lịch sử

### Quá khứ
Battir đã được xác định là vị trí cũ của Betar cổ (còn gọi là Beiter). Làng Palestine hiện đại được xây dựng xung quanh các địa điểm khảo cổ Khirbet el-Yahud (tiếng Ả Rập có nghĩa là "tàn tích của người Do Thái") và "được xác định đồng nhất với Betar, thành lũy cuối cùng của cuộc nổi dậy thứ hai chống lại người La Mã, nơi nhà lãnh đạo của cuộc chiến Simon bar Kokhba qua đời vào năm 135. Ngôi làng hiện nay là một cảnh quan nông nghiệp với những thửa ruộng bậc thang và những ngôi nhà dọc theo đường của các bức tường pháo đài cổ. Có một ngôi mộ của học giả Eleazar của Modi'im trong thời kỳ Tannaic hiền cũng nằm tại đây.

### Hiện đại
Năm 1596, Battir xuất hiện trong bộ sổ thuế Ottoman như một ngôi làng ở Nahiyah (bộ phận hành chính bao gồm các ngôi làng và thị trấn nhỏ) trong Liwa (huyện) của Quds. Nó có khoảng 24 hộ và hai người Hồi giáo, nộp thuế bằng lúa mì, hoa quả, dê hoặc mật ong.
Năm 1806, nhà thám hiểm người Pháp Victor Guérin đã tới khu vực này. Đến năm 1883, Quỹ thăm dò Palestine đã tiến hành cuộc khảo sát phía Tây Palestine, mô tả Battir như một ngôi làng có kích thước làng vừa phải, nằm trên sườn dốc của một thung lũng sâu.
Trong thế kỷ 20, Battir phát triển nhờ vào vị trí của nó nằm bên cạnh tuyến đường sắt Jaffa–Jerusalem, cung cấp việc truy cập vào các đô thị khác cũng như là một nhà ga cho các hành khách trên tuyến đường. Trong cuộc chiến tranh năm 1948, hầu hết dân làng đã bỏ chạy, nhưng Mustafa Hassan và một vài người khác ở lại. Vào ban đêm họ vẫn thắp sáng nến trong nhà, và vào buổi sáng họ chăn thả gia súc. Khi gần tới ngôi làng, Israel nghĩ Battir vẫn còn có người sinh sống nên đã từ bỏ tấn công. Các Hiệp ước đình chiến đã phân ranh giới cắm mốc, tuyến đường sắt và làng Battir chỉ cách về phía đông biên giới Jordan với Israel có vài mét. Ít nhất 30% diện tích đất của Battir của nằm về phía Israel theo ranh giới cắm mốc, nhưng dân làng được phép giữ nó nếu họ giữ an toàn tuyến đường sắt,, do đó người dân làng này là những người Palestine duy nhất được phép vào lãnh thổ Israel để canh tác đất của họ trong thời điểm trước Chiến tranh Sáu ngày.
Sau cuộc Chiến tranh Sáu ngày vào năm năm 1967, Battir nằm dưới sự kiểm soát của Israel, nhưng kể từ khi ký kết Hiệp định tạm thời về Bờ Tây và Dải Gaza (Hiệp định Oslo II, hiệp định Taba) vào năm 1995, nó đã được quản lý bởi Chính quyền Quốc gia Palestine (PNA). Battir được quản lý bởi một hội đồng làng bao gồm 9 thành viên do PNA bổ nhiệm.

## Dân số
Tại thời điểm điều tra dân số năm 1931, đã có 172 hộ với dân số 755 người Hồi giáo, 2 người Kitô giáo và một người Do Thái. Nó đã tăng lên 1.050 người Hồi giáo năm 1945. Năm 2007, Battir có dân số 3.967 người, và vào năm 2012 dân số ước tính khoảng 4.500 người.

## Địa lý
Battir nằm cách Bethlehem 6,4 km về phía tây bắc. Nó nằm trên một ngọn đồi ở Wadi el-Jundi (dịch nghĩa là "Thung lũng của những người lính"), chạy về phía tây nam qua những ngọn đồi Judean đến đồng bằng ven biển. Ngôi làng nằm ở cao khoảng 760 mét so với mực nước biển,. Battir có mùa hè ôn đới mát mẻ và mùa đông ít lạnh hơn, thỉnh thoảng có tuyết rơi. Nhiệt độ trung bình hàng năm là 16 độ C.

### Hệ thống thủy lợi và ruộng bậc thang cổ
Battir có một hệ thống thủy lợi độc đáo sử dụng để tưới tiêu qua các cống dẫn thủ công cho các thửa ruộng bậc thang nhân tạo. Các mạng lưới tưới tiêu thời La Mã vẫn được sử dụng cho tới ngày nay, cung cấp nước sạch trong hơn 2.000 năm qua. Hệ thống thủy lợi này chảy qua một thung lũng dốc gần ranh giới cắm mốc, nơi một phần của tuyến đường sắt Hejaz dưới thời Ottoman. Tám gia tộc chính của Battir thay phiên nhau tưới nước cho cây trồng của làng mỗi ngày. Do đó, có một câu nói địa phương tại Battir như sau, "một tuần kéo dài tám ngày, chứ không phải là bảy". Theo nhà nhân chủng học Giovanni Sontana của UNESCO đã khẳng định có rất ít những nơi còn lại trong khu vực có truyền thống nông nghiệp địa phương vẫn còn tồn tại tới ngày này, tuy không còn nguyên vẹn, nhưng đó là một phần hoạt động sinh hoạt của làng kéo dài hơn 2000 năm qua.

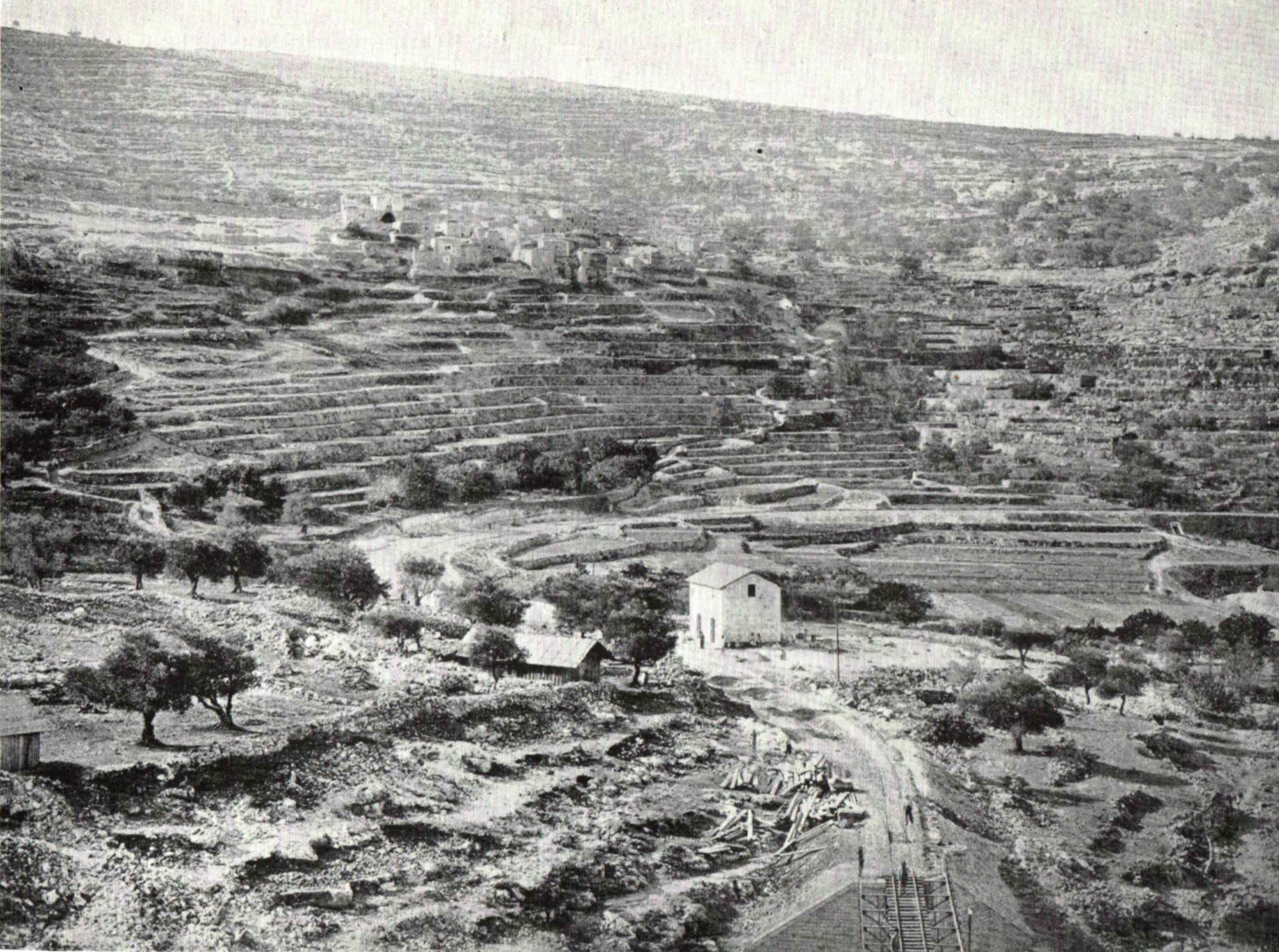
Ruộng bậc thang cổ Battir, 1893.

Trong năm 2007, Battir kiện Bộ Quốc phòng Israel để cố gắng buộc họ phải thay đổi tuyến đường quy hoạch của hàng rào Bờ Tây của Israel, trong đó sẽ cắt giảm một phần của hệ thống thủy lợi 2.000 tuổi của Battir vẫn còn đang được sử dụng. Cơ quan Tự nhiên và Công viên Israel (INPA) cơ quan thông qua tuyến đường ban đầu của hàng rào vào năm 2005, đã đổi ý và viết trong một bài báo chính sách dài 13 trang thể hiện rằng, ruộng bậc thang Battir cũng là một di sản của Israel cần được giữ gìn bảo vệ. Đây là lần đầu tiên một cơ quan chính phủ Israel bày tỏ phản đối việc xây dựng một phân đoạn của hàng rào. Bản báo cáo này là một trong bốn ý kiến chuyên gia thể hiện rằng, việc xây dựng hàng rào là hủy hoại hệ thống canh tác độc đáo này. Và vào đầu tháng năm 2013, Tòa án Tư pháp tối cao Israel đã ra phán quyết rằng, Bộ Quốc phòng nước này phải giải thích tại sao các tuyến đường của hàng rào ngăn cách khu vực làng Battir không bị dừng lại hoặc hay đổi lại hình dạng. Bộ Quốc phòng phải nộp kế hoạch mới để đảm bảo hàng rào biên giới sẽ không phá hủy Battir trước ngày 2 tháng 7 năm 2013. Một đơn yêu cầu khác về việc đặt lại hàng rào phân chia cũng đã được đệ trình bởi những khu định cư người Do Thái Beitar Illit gần đó, vì họ lo ngại hàng rào sẽ ngăn cản sự mở rộng của khu định cư.
Năm 2011 UNESCO trao một giải thưởng trị giá 15.000 đôla cho Battir về việc "Bảo vệ và quản lý cảnh quan văn hóa" cho các thửa ruộng bậc thang và hệ thống thủy lợi cổ xưa. Tháng 5 năm 2012, Chính quyền Quốc gia Palestine đã gửi một phái đoàn đến trụ sở chính của UNESCO tại Paris để thảo luận về khả năng đưa Battir vào Danh sách Di sản Thế giới. Thứ trưởng Du lịch của PNA là Hamadan Taha nói rằng, tổ chức này muốn duy trì và bảo vệ nó như là một di sản của người Palestine. Tuy nhiên, đề cử của Battir đã quá muộn. Trong một tài liệu liên quan, INPA lưu ý rằng Israel nên hợp tác với Palestine để bảo vệ cảnh quan Battir.

## Thành phố kết nghĩa
- Luton, Vương quốc Anh